# 嬉野君
嬉野 君（うれしの きみ、3月17日 - ）は、日本の小説家。長崎県出身。女性。魚座・B型。『小説ウィングス』2006年夏号『パートタイム・ナニー』にてデビュー。主に『小説ウィングス』や『Webウィングス』で活動。酒を好む。

## 作品
小説
- パートタイム・ナニー（ウィングス文庫）全3巻
- ペテン師一山400円（ウィングス文庫）全1巻
- 金星特急（ウィングス文庫）全9巻
- 妖怪極楽（講談社文庫）全1巻
- 異人街シネマの料理人（ウィングス・ノヴェル）全4巻
- 黒猫邸の晩餐会（講談社文庫）全1巻
- 弾丸のデラシネ（ウィングス文庫）既刊2巻
- 続・金星特急 竜血の娘（ウィングス文庫）既刊1巻

漫画原作
- 熱帯デラシネ宝飾店（ウィングス・コミックス、作画：夏目イサク）既刊2巻

ゲーム
- Tokyo Dark（Cherrymochi）翻訳